# 케임브리지 전파원 목록 3판
케임브리지 전파원 목록 3판(Third Cambridge Catalogue of Radio Sources) 또는 3C는 159MHz와 178MHz의 전파원을 관측한 천체 목록이다.

## 역사

### 3C
3C는 1959년 케임브리지 대학교의 캐번디시 천체물리학 연합에서 출판되었다. 이 목록은 케임브리지 간섭 관측기를 이용하여 제작되었다. (이 간섭 관측기는 1955년 출판된 2C에도 사용되었다.)  

### 3CR
이 목록은 1962년 178MHz로 관측된 정보로 개정되었다. 이후 수년동안 '3CR'은 북반구에서 밝은 전파원을 찾는 용도로 사용되었다. 